# Film Commission
Als Film Commission wird eine zumeist öffentlich finanzierte Organisationen bezeichnet, deren Aufgabe es ist, die Filmwirtschaft eines bestimmten Gebietes zu fördern. Sie bieten Dienstleistungen für Filmproduzenten an mit dem Ziel, die Anzahl der Filmproduktionen im eigenen Gebiet zu erhöhen und dabei möglichst viele Aufträge für lokale Filmprofis zu gewinnen. Im Unterschied zur staatlichen Filmförderung unterstützen sie nicht primär mit Fördermitteln, sondern mit Services. Sogenannte Location Guides (Verzeichnis von Drehorten) und Production Guides (Verzeichnis von Filmprofis) gehören zu den verbreiteten Instrumenten von Film Commissions. Hier hat die Film Commission Region Stuttgart einen Online-Location Guide entwickelt, über den Filmproduzenten und -produktionsfirmen direkt einzelne Locations in Baden-Württemberg recherchieren können.

## Deutschland, Österreich und Schweiz
In Deutschland sind Film Commissions in der Regel landesweit oder regional organisiert. Als erste deutsche Film Commission gilt die Film Commission Bayern, die 1989 gegründet wurde. Sie bietet Filmschaffenden beispielsweise eine kostenlose Informationsbroschüre an, die einen Überblick über Zahlen und Fakten zu den jeweiligen Locations und Studios gibt sowie ein Verzeichnis zu den Ansprechpartnern für die Drehgenehmigungen und der bayerischen Film- und Fernsehbranche bereithält. Weitere Filmcommissionen in Deutschland sind unter anderem die „Commission der Filmförderung Hamburg Schleswig-Holstein“, die „Berlin Brandenburg Film Commission“ oder die „Film Commission Region Stuttgart“.
In Österreich wurde 1986 die Austrian Film Commission (AFC) gegründet, die sich aus öffentlichen Mitteln der Filmwirtschaft finanziert.
In der Schweiz kümmert sich die „Swiss film commission“, auch Film Location Switzerland, um diese Aufgaben. Unter anderem gibt es seit 2009 die „Filmlocation Lucerne“, zu deren Zielsetzung die Entwicklung von Luzern zu einem Forum für Meinungsaustausch, Handel und Innovationstransfers, Ausbildungs-, Produktions- und Eventstandort für Fernseh- und Filmentwicklungen gehören. Ein weiterer Produktionsstandort ist die „Film Location Riviera“.

## International
Film Commissions sind weltweit verbreitet. Der Internationale Film Commissioner Verband AFCI mit Sitz in Cheyenne/Wyoming, USA, organisiert 300 Film Commissions aus der ganzen Welt. Für Europa wurde 2007 das EuFCN European Film Commissions Network mit 70 Mitgliedern aus 21 Ländern gegründet (Stand 2009).